# Emanuel Vardi
Emanuel Vardi (Jeruzalem, 21 april 1915 – North Bend, 29 januari 2011) was een Amerikaans componist, dirigent, altviolist en kunstschilder.

## Levensloop
Vardi was een veelzijdig kunstenaar wiens talenten al op jeugdige leeftijd door zijn ouders werden gesteund. Op 7-jarige leeftijd kreeg hij tegelijkertijd lessen als schilder en lessen voor piano en viool in New York. Zijn opleiding kreeg hij in de 'Walden School' in New York en hij werd op 14-jarige leeftijd onderscheiden met een eerste prijs voor een sculptuur op de 'Macy’s Children’s Art Show'.
Hij studeerde twee jaar bij Morris Kantor aan de 'Art Students League' en vanaf 1950 ook twee jaar aan de 'Academia de Belle Arte' in Florence, waar hij leerling was van de bekende landschap- en portretschilder Giovanni Colachicci en toentertijd de bekendste Italiaanse portrettist Primo Conte. Met zijn schilderijen won hij in Italië verschillende prijzen onder andere de 1e prijs op de 'Rappalo International Art Competition' voor zijn abstracte schilderij 'Viool' dat nu in het 'Bordeghera Art Museum' hangt. Een ander schilderij, 'White on White, Composition No. 3' was in 1956 deel van een expositie in het 'New York City Center' en kreeg goede kritieken in de New York Times. Sindsdien heeft hij meerdere succesvolle exposities in New York gehad en meer dan 100 schilderijen kon hij verkopen. Hij heeft een groot aantal schilderijen met muzikanten of muziekinstrumenten vervaardigd.
Als altvioolsolist maakte hij onder andere ook deel uit van de NBC Symphony Orchestra en heeft met dit orkest onder de befaamde leiding van Maestro Arturo Toscanini verschillende concerten uitgevoerd. Tijdens de Tweede Wereldoorlog gaf hij een solo-recital in het Witte Huis voor President Franklin D. Roosevelt. Hij is ook een van de weinigen violisten die in de Carnegie Hall een solo-recital gaven. Hij was gast in vele Amerikaanse en Europese concertgebouwen. Hij is een van de weinige altviolisten die alle 24 Paganini Caprices op langspeelplaat opgenomen hebben.
Hij was hoogleraar voor altviool en viool aan de Temple University in Philadelphia, aan de Manhattan School of Music in New York en aan de University of Illinois in Champaign-Urbana. Vardi is ere-doctor van het 'Yankton College'.
Hij was dirigent van het New York Chamber Orchestra, het 'Adelphi Chamber Orchestra' en het 'South Dakota Symphony Orchestra'.
Als dirigent en muzikant heeft hij ook met de groten uit de wereld van de jazz samengewerkt, zoals Lionel Hampton, Al Hirt en Louis Armstrong. Ten gevolge van een ernstig ongeval in 1993 heeft hij zich als uitvoerend musicus van het podium teruggetrokken en richtte hij zich op schilderen en componeren.

## Composities

### Werken voor orkest
- Paraphrase on "The Blue Danube (An der schönen blauen Donau)", op. 314 van Johann Strauß jr., voor viool en orkest
- Suite on American Folk Songs, voor altviool en piano of orkest (1944)

### Werken voor harmonieorkest
- Modern Sensation – based on a Theme by Niccolò Paganini, voor trompet en harmonieorkest